# Catehism

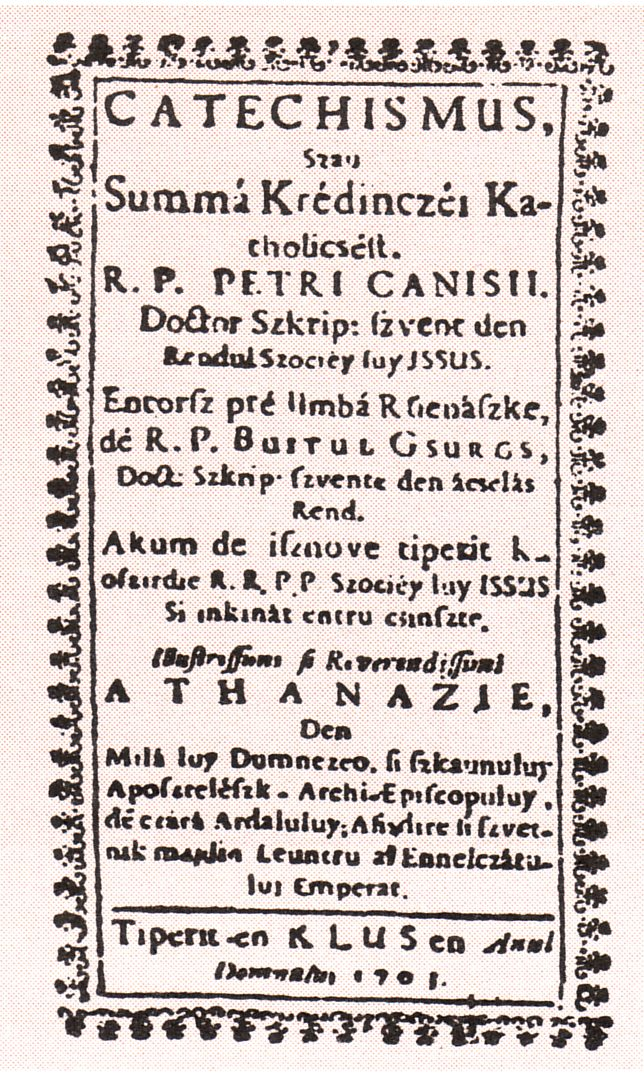
Catehismul lui George Buitul, Cluj, 1703

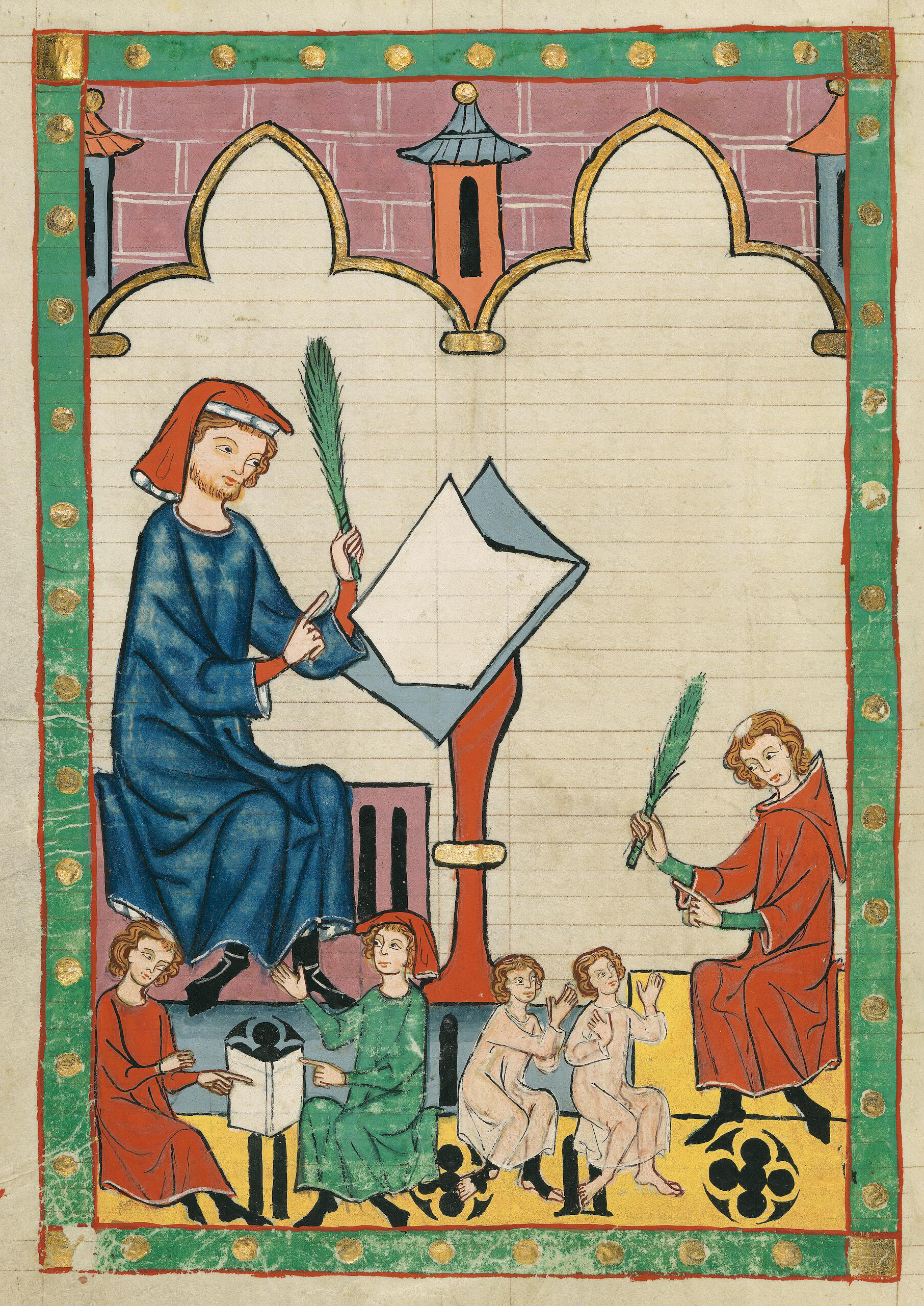
Codex Manesse, fol. 292v, "Învățătorul din Esslingen" (Der Schulmeister von Eßlingen)

Catehismul lui Ioan de Camillis (Katekismuș sau învățătură creștinească), Tipografia Academiei din Sâmbăta Mare, 1726.

Catehismul (din greacă veche: κατηχισμός de la kata = „jos” și echein = „să sune”, literal „să sune în jos” (în urechi), adică să învețe prin viu grai, prin auz) este un rezumat sau o expunere a doctrinei, utilizată în mod tradițional în procesul de predare religioasă creștină din timpurile Noului Testament până în prezent. Catehismele sunt manuale doctrinare de multe ori sub formă de întrebări, urmate de răspunsuri redactate astfel încât să fie ușor de memorat, fiind un format care a fost folosit și în contexte non-religioase sau laice.  

#### Catehisme catolice
- sec. XIII-XIV, Instrucțiunile catehetice ale Sf. Toma din Aquino
- 1554, Catehismul lui Canisiu: în latină, pentru elevi și studenți; versiunea nemțească, pentru norod și copii;
- 1556, Un instructaj cinstit și dumnezeiesc, de Edmund Bonner (sau Boner), episcop
- 1566, Catehismul roman, zis și «al Conciliului de la Trento», pentru cler în vederea educării poporului. Prefața lui Carol Borromeo este un adevărat tratat de cateheză.
- 1567, Un catehism al doctrinei creștine, de Laurence Vaux (sau Vose), preot – tipărit în Țările de Jos spaniole, e primul catehism englezesc al Contrareformei
- 1573, Doctrina creștină, de preotul Diego de Ledesma

- 1597, Catehismul lui Bellarmin, în latină, o prezentare succintă a doctrinei creștine.
- 1601, la fel, tradus în franceză de Sf. Francisc de Sales, devine primul catehism franțuzesc.
- 1614, Un catehism scurt, de Robert Bellarmin, cardinal și, mai târziu, sfânt măreț
- 1649, Un rezumat al doctrinei creștine (sau Catehismul de la Douay) – redactat de preotul Henry Tuberville, având ca bază Catehismul roman, destinat contracarării ereziei anglicane
- în a doua jumătate a sec. al XVII-lea, catehismul lui Bossuet, episcop.
- 1806, Catehismul național francez, supranumit „imperial”, deoarece a fost scris sub controlul lui Napoleon Bonaparte.
- 1854, Enchiridion ori Denzinger – compendiu al tuturor textelor de bază ale dogmei și moralității catolice, începând de la apostoli. Comandat de Papa Pius al IX-lea
- 1885, Catehismul de la Baltimore – redactat de preotul Januarius De Concilio, cel mai important catehism american
- 1904, Acerbo nimis – enciclica lui Pius al X-lea despre învățătura doctrinei creștine.
- început de sec. 20, Catehismul doctrinei creștine (sau "Catehismul de un penny") – tipărit sub formă de întrebare-răspuns și distribuit pe teritoriu britanic
- 1906, Catehismul sfântului Pius al X-lea, făcut de autoritatea romană și răspândit în toată Biserica Catolică, mai ales în Italia, ca răspuns la criza modernistă.
- 1937, prima ediție a catehismului pentru uzul diecezelor Franței, sub formă de întrebare-răspuns, publicată de cardinali și arhiepiscopi francezi.
- 1991, Catehismul pentru adulți al episcopilor Franței, prefațat de monseniorul Joseph Duval.
- 1992, Catehismul Bisericii Catolice (CBC), promulgat de Vatican.
- 2005, Compendiul la CBC, scris sub domnia lui Ioan Paul al II-lea de cardinalul Ratzinger, apoi promulgat de Benedict al XVI-lea la puțin timp după întronizarea lui.
- 2006, Catehismul catolic american pentru adulți, elaborat de Conferința episcopilor catolici din S.U.A.
- 2012, Cristos, Paștile nostru, catehism elaborat la Sinodul Bisericii greco-catolice ucrainene
- 2017, Calea către ceruri, catehism pentru copii al cărui imprimatur și prefață sunt de monseniorul Dominique Rey. Editura e "de l'Esperance", din Franța.

#### Catehism ortodox
- 2021, Credința, slujba și viața Bisericii ortodoxe: O schiță a catehismului ortodox, de ieromonahul Grigore (Hațiemanuil) al Muntelui Athos, tradus din greacă în franceză de Bernard Le Caro; editura Apostolia, din localitatea Limours.

## Vezi și:

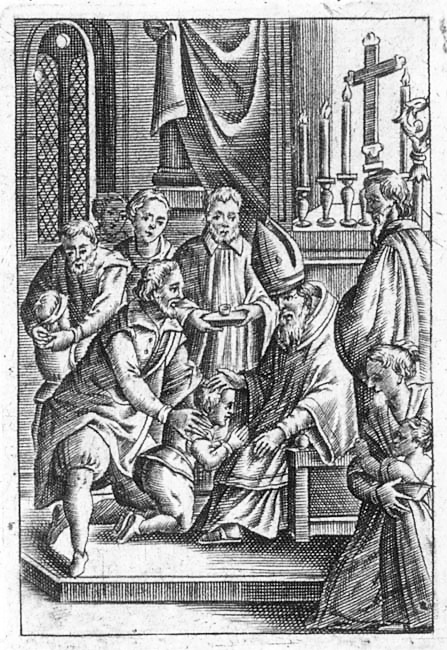
Ilustrație la p. 57 din Catehismul sfântului Petru Canisiu (1679, Firmung)

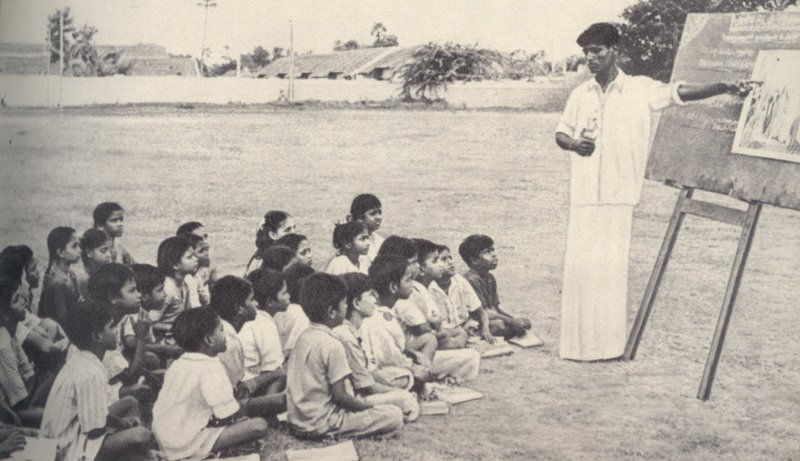
O lecție de cateheză într-un sat al provinciei Madras (India britanică, 1939)

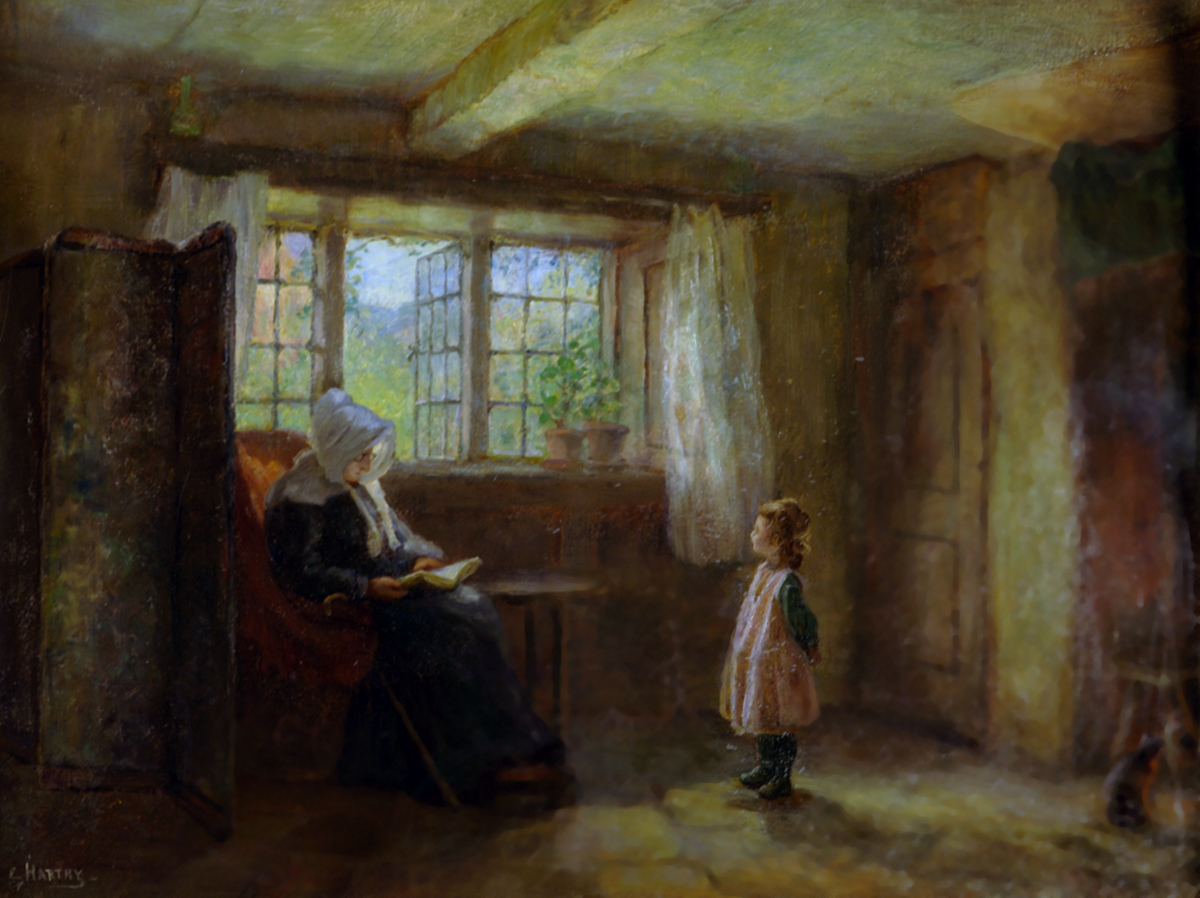
Catehismul, tablou de la 1919 al lui Edith Hartry